# Gothika
Gothika er overnaturlig gyserfilm fra 2003, der blev instrueret af Mathieu Kassovitz og skrevet af Sebastian Gutierrez. Halle Berry spiller psykiatereren på en et psykiatrisk hospital for kvinder, som en dag vågner op og finder sig selv på den anden side af tremmerne, anklaget for at have slået sin mand ihjel. Blandt andre medvirkende kan nævns Robert Downey, Jr., Charles S. Dutton, John Carroll Lynch,  Bernard Hill og Penélope Cruz.
Filmen havde premiere d. 21. november 2003 i USA. Gothika var den mest succesfulde film fra Dark Castler Entertainment til dato, idet den indbragt 141.6 millioner US dollar.